# Pierre-Marie Alexis Millardet

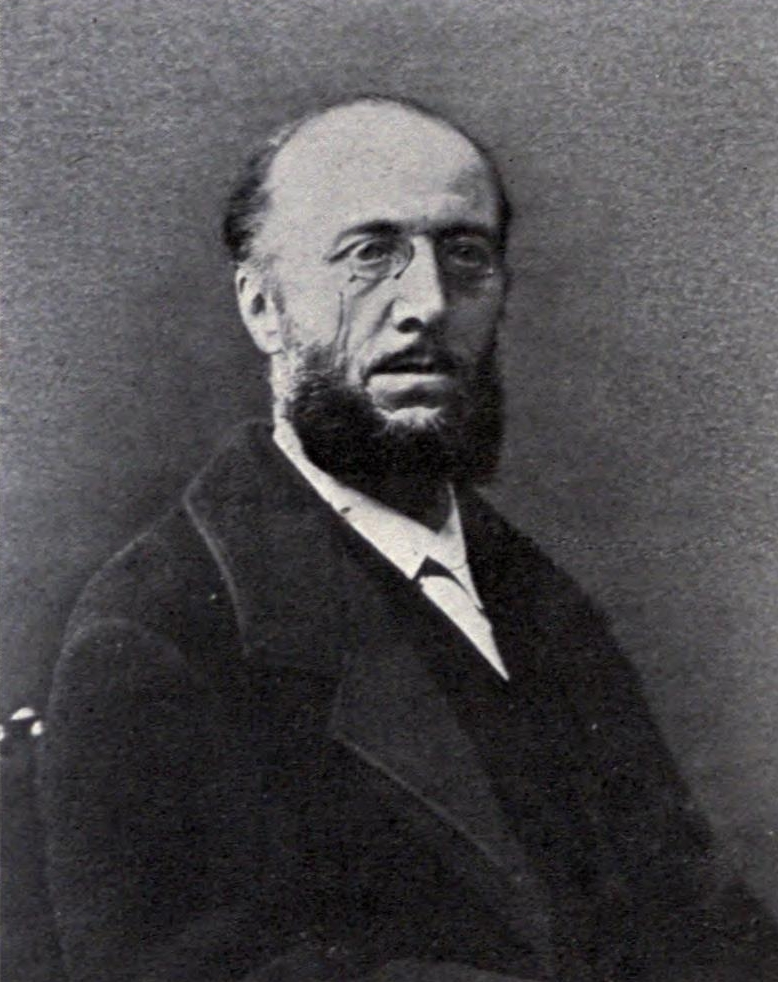
Pierre-Marie Alexis Millardet

Pierre-Marie Alexis Millardet (* 13. Dezember 1838 in Montmirey-la-Ville, Département Jura; † 15. Dezember 1902 in Bordeaux) war ein französischer Mediziner und Botaniker. Sein offizielles botanisches Autorenkürzel lautet „Millardet“.

## Leben und Wirken
Millardet besuchte zunächst das Collège de l’Arc in Dole, später in Besançon. Danach studierte er Medizin sowie Naturwissenschaften an den Universitäten Freiburg und Heidelberg. Er kehrte anschließend wieder nach Frankreich zurück und wurde 1868 Professor für Botanik an der Université de Strasbourg. 1870 wechselte er an die Université de Nancy.
1874 wurde er in einen Ausschuss berufen, der vom französischen Staat beauftragt war, die Ursachen der Reblauskrankheit der Reben sowie deren Bekämpfung aufzuklären. Millardet hatte erstmals vorgeschlagen, europäische Edelreiser auf Unterlagen aus amerikanischen Rebpflanzen zu pfropfen, um so den Generationswechsel der Reblaus zu stören.
1876 erhielt Millardet einen Ruf auf den Lehrstuhl für Botanik an die Universität Bordeaux. Dort beschäftigte er sich mit der Züchtung von Hybridreben und schuf dabei auch einige neue Unterlags-Reben.
Durch einen Zufall entdeckte er die Bordelaise pulpe als Mittel gegen den falschen Mehltau, einer Pilzkrankheit, die aus Amerika eingeschleppt worden war und in einigen europäischen Wein-Anbaugebieten zu verheerenden Einbußen geführt hatte.
Millardet hatte bemerkt, dass die Rebstöcke eines Weingartens mit dieser Krankheit befallen waren, der benachbarte Weingarten jedoch nicht – wobei die Trauben dieser gesunden Rebstöcke von einer hellblauen Schicht bedeckt waren. Er befragte den Winzer und dieser meinte, dass er die Weintrauben mit einer Mischung von Kalkmilch und Kupfersulfat spritzte. Millardet entwickelte dieses Rezept zusammen mit seinem Chemie-Kollegen Ulysse Gayon weiter.
Im Gedenken an diese Entdeckung wurde 1902 in Bordeaux eine Bronzebüste aufgestellt, die von Gaston Veuvenot Leroux geschaffen wurde. 1888 wurde er korrespondierendes Mitglied der Académie des sciences.

## Schriften
- Histoire des principales variétés et espèces de vignes d'origine américaine qui résistent au phylloxera. Paris, Masson; Bordeaux, Féret; Milan, Hoepli, 1885.